# Броккель
Броккель (нем. Brockel) — община в Германии, в земле Нижняя Саксония.
Входит в состав района Ротенбург-на-Вюмме. Подчиняется управлению Ботель. Население составляет 1357 человек (на 31 декабря 2010 года). Занимает площадь 25,12 км².